# Shadoe Stevens
Shadoe Stevens (Jamestown (North Dakota), 3 november 1947), geboren als Terry Ingstad, is een Amerikaans radiodeejay, acteur, filmproducent, filmregisseur, filmeditor en scenarioschrijver. 

## Biografie
Stevens begon als radiodeejay op elfjarige leeftijd bij een plaatselijk radiostation. Hij haalde zijn diploma op een high school en ging studeren aan de University of North Dakota in Grand Forks en haalde zijn diploma in commerciële kunst en journalistiek. Om zijn carrière als radiodeejay meer leven in te blazen vertrok hij in 1968 naar Boston om vervolgens in 1970 te verhuizen naar Los Angeles. In het begin van de jaren 70 werd hij een beroemde stem op de radio waar hij ook de populaire Amerikaanse Top 40 presenteerde. 
Stevens begon in 1977 met acteren in de film The Kentucky Fried Movie. Hierna heeft hij nog meerdere rollen gespeeld in films en televisieseries zoals Dave's World (1993-1997), Baywatch (1997), Beverly Hills, 90210 (1999) en The Late Late Show with Craig Ferguson (2005-2012). 
Stevens is in 1967 getrouwd en heeft hieruit een zoon, zij scheidden in 1979. Hij hertrouwde in 1980 om weer in 1984 te scheiden. In 1986 trouwde hij opnieuw en heeft hieruit twee dochters
Stevens is ook actief in het theater, in 2005 was hij stemacteur in de musical Altar Boyz in New York als de stem van G.O.D..

## Filmografie

### Films
Uitgezonderd korte films.
- 2023 Professor Hack Harddrive Hacks the Universe - als ondervrager
- 2017 A Doggone Hollywood - als Quinn Norcross
- 2008 How to Be a Serial Killer – als verteller (stem)
- 2005 Sharkskin 6 – als Steve Skylar
- 1995 A Bucket of Blood – als Maxwell
- 1995 Shadoevision – als Djony Dakota / Dr. Milton Oak
- 1992 Mr. Saturday Night – als Fred
- 1988 Traxx – als Traxx
- 1986 Charlie Barnett's Terms of Enrollment – als L.A. woordvoerder
- 1977 The Kentucky Fried Movie – als toegevoegde stem

### Televisieseries
Uitgezonderd eenmalige gastrollen.
- 2021 - 2022 Cinema Insomnia with Mr. Lobo - als OSI aankondiger - 2 afl.
- 2017 - 2021 The Rich & the Ruthless - als Phillip McQueen - 23 afl.
- 2005 – 2014 The Late Late Show with Craig Ferguson – als aankondiger – 1214 afl.
- 1993 – 1997 Dave's World – als Kenny Beckett – 91 afl.
- 1996 – 1997 The Incredible Hulk – als dr. Leonard Samson – 2 afl.
- 1990 Max Monroe – als Max Monroe – 2 afl.

### Filmproducent
- 2015 The Weekly Show - televisieserie
- 2011 Laugh Now Think Later - televisiedocumentaire
- 1995 Shadoevision – film

### Filmregisseur
- 2011 Laugh Now Think Later - televisiedocumentaire

### Filmeditor
- 2011 Laugh Now Think Later - televisiedocumentaire

### Scenarioschrijver
- 2021 Moorriiss the Robot - korte film
- 1995 Shadoevision - film